# Nasenbremse (Veterinärmedizin)

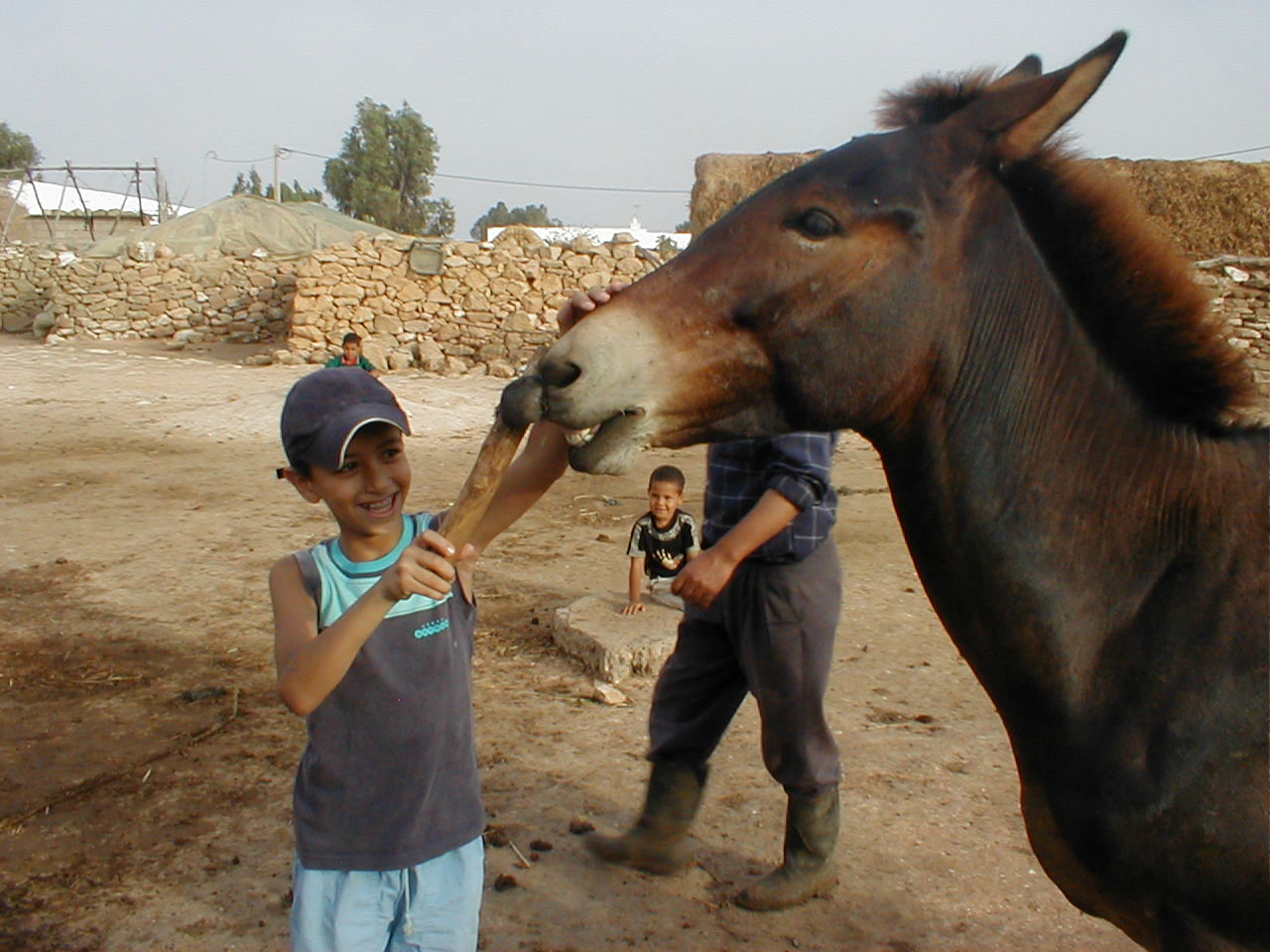
Nasenbremse bei einem Maultier

Die Nasenbremse ist ein Werkzeug, um Equiden (Pferde, Esel usw.) bei einer Behandlung durch einen Tierarzt oder andere sachkundige Personen schmerzunempfindlicher zu machen. Die Nasenbremse besteht aus einem Griff (meist aus Holz) mit einer daran befestigten Seilschlaufe. Die Schlaufe wird um die Oberlippe des Tiers gelegt und dann mittels des Griffs in sich verdreht. Die daraus resultierende leichte Quetschung der Oberlippe führt im Gehirn des Tiers zur Ausschüttung von Endorphinen und somit zur Unterdrückung von Schmerzreizen.
Eine weitere Bauform besteht komplett aus Metall und ähnelt im Aussehen einem großen, zangenartigen Nussknacker.
Die Nasenbremse hat als „Rossbremse“ auch Eingang in einige Wappen gefunden.